# Miłość i zdrada
Miłość i zdrada – nagranie koncertu z Teatru STU w Krakowie z 2001 roku, zespołu Ich Troje. Płyta została wydana w trzech wersjach: DVD, VHS i VCD.

## Lista utworów

### Wersja DVD i VHS
1. „Intro” – 1:06
2. „Drzwi” – 4:40
3. „I stało się” – 3:10
4. „Koniec” – 3:32
5. „Nie ma czadu” – 3:42
6. „Wypijmy za to!” – 3:43
7. „Walczyk” – 4:26
8. „Spadam” – 3:49
9. „Razem a jednak osobno” – 4:10
10. „Ja chcę” – 3:45
11. „Szarość dnia” – 3:20
12. „Miłość i zdrada” – 3:44
13. „Lecz to nie to” – 3:20
14. „Geranium” – 3:49
15. „Nienawiść” – 4:10
16. „Jeanny 6:44
17. „S.O.S.” – 3:46
18. „Powiedz” – 4:06
19. „Pastorałka” 3:28

### Wersja Video CD
1. „Intro” – 1:06
2. „Drzwi” – 4:40
3. „I stało się” – 3:10
4. „Koniec” – 3:32
5. „Nie ma czadu” – 3:42
6. „Wypijmy za to!” – 3:43
7. „Walczyk” – 4:26
8. „Spadam” – 3:49
9. „Razem a jednak osobno” – 4:10
10. „Ja chcę” – 3:45
11. „Szarość dnia” – 3:20
12. „Miłość i zdrada” – 3:44
13. „Lecz to nie to” – 3:20
14. „Geranium” – 3:49
15. „Nienawiść” – 4:10
16. „Jeanny 6:44
17. „S.O.S.” – 3:46
18. „Powiedz” – 4:06
19. „Pastorałka” 3:28